# Marià Casadevall i Pararols
Marià Casadevall i Pararols (Banyoles, 25 de desembre de 1941 – Girona, 18 de setembre de 2003) fou un treballador social català, director del Centre d'Acolliment i Serveis Socials La Sopa de Girona del 1995 fins a la seva prematura mort el 2003.

## Biografia
L'any 1951 va entrar al Seminari de Girona per iniciar els seus estudis eclesiàstics, estudis que va completar durant el curs 1963-64 a la Universitat Gregoriana de Roma. El 1965 va ser ordenat sacerdot, exercint en diferents parròquies (Pineda de Mar, Blanes i Vista Alegre de Girona) fins al 1972 quan va abandonar el sacerdoci.
A partir del 1980 inicia la seva tasca professional en l'àmbit de l'acció social primer com a educador al Centre Joan Riu i aquell mateix any com a educador de carrer als barris de Vilaroja i Font de la Pólvora de Girona. Paral·lelament va iniciar els seus estudis a l'Escola Superior d'Assistents Socials de Barcelona, on va obtenir la diplomatura en treball social el 1983. Va formar part, en 1986, del grup fundador de l'Escola d'Educadors Especialitzats de Girona. Entre el 1987 i el 1993 va desenvolupar les tasques d'assistent social i responsable de l'Equip d'Atenció Primària del barri de Taialà de Girona.
El 1995 va assumir la direcció del Centre d'Acolliment i Serveis Socials La Sopa, càrrec que va ocupar fins a la seva mort el 2003. Fou membre del consell de redacció de la Revista de Treball Social que edita el Col·legi Oficial de Treball Social de Catalunya. Va formar part de l'Escola d'Educadors Especialitzats de Girona des de la seva fundació el 1986 fins a la seva clausura el 1994.
DIXIT Centre de Documentació de Serveis Socials va incorporar el nom de Marià Casadevall a la seu de la ciutat de Girona, inaugurada el 26 de novembre de 2009.
Va morir prematurament el 18 de setembre de 2003, per una malaltia sense cura anomenada creutzfeldt-jacob.